# Tesoro de Kabul

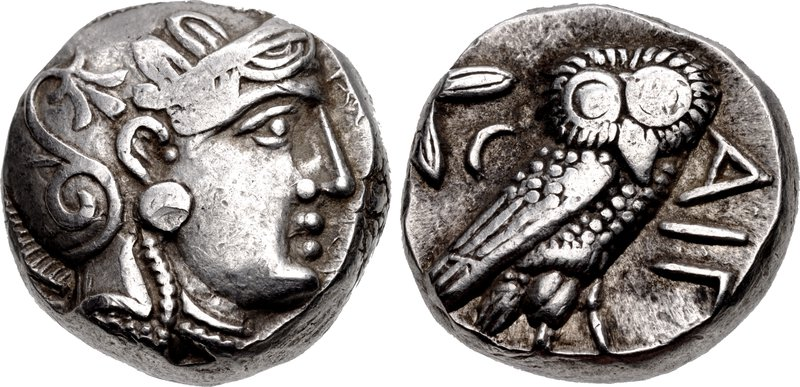
Imitación irania tardía de tetradracma ateniense del siglo V a. C., acuñado bajo el dominio aqueménida, del tipo incluido en el tesoro de Kabul (fechado en el 380 a.C.).

El tesoro de Kabul, también llamado Chaman Hazouri, Chaman Hazouri o Tchamani-i Hazouri, es un tesoro de monedas descubierto en los alrededores de Kabul, Afganistán en 1933. La colección contenía numerosas monedas aqueménidas, así como muchas monedas de la Antigua Grecia de los siglos V y IV a. C. Se contaron aproximadamente mil monedas en el tesoro.
El depósito del tesoro data aproximadamente del año 380 a. C., ya que esta es la fecha probable de la moneda menos antigua datable encontrada en el tesoro (la imitación del tetradracma de la lechuza ateniense).
Este descubrimiento numismático ha sido importante para el estudio y la datación de la historia de las monedas de  India, ya que es uno de los muy raros casos en los que las monedas marcadas con punzón pueden fecharse realmente, debido a su asociación con monedas griegas y aqueménidas conocidas y datadas en el tesoro. El tesoro demuestra que en el año 360 a. C. ya existían monedas marcadas con punzón, como también sugieren las pruebas literarias. El numismático Joe Cribb, sugiere que la idea de la acuñación de monedas y el uso de técnicas de troquelado se introdujo en India desde el Imperio aqueménida durante el siglo IV a. C. Sin embargo, numerosos estudiosos de India consideran que el desarrollo de la acuñación de monedas en la llanura indogangética es una evolución autóctona.

## Contexto histórico

Gandhara en el extremo noreste del Imperio aqueménida.

El valle de Kabul y la región de Gandhara al oeste del río Indo quedaron bajo el dominio del Imperio aqueménida durante el reinado de Ciro II el Grande. (600-530 a. C.). Conjuntamente, la región era conocida por su nombre iraní Paruparaesanna así como por el nombre indio Gandara. Fue administrada al principio desde Bactria, pero se organizó en una satrapía separada en torno al 508 a. C., con una sede posiblemente en Pushkalavati (cerca de la actual Charsadda en Pakistán). Fue una región que pagaba tributos hasta la época de Artajerjes I (424 a. C.), pero siguió formando parte de la concepción real del imperio hasta la Conquista de Alejandro Magno (c. 323 a. C.). En la época de Alejandro, se decía que la región estaba gobernada por hiparcos (gobernantes por derecho propio, pero que se sometían al emperador).
La naturaleza de la administración local bajo el imperio aqueménida es incierta. Magee et al. señalan que ni las fuentes aqueménidas ni las clásicas mencionan la presencia de ningún sátrapa en Gandhara. Sin embargo, había personajes oficiales con los que se encontraron los compañeros de Alejandro.

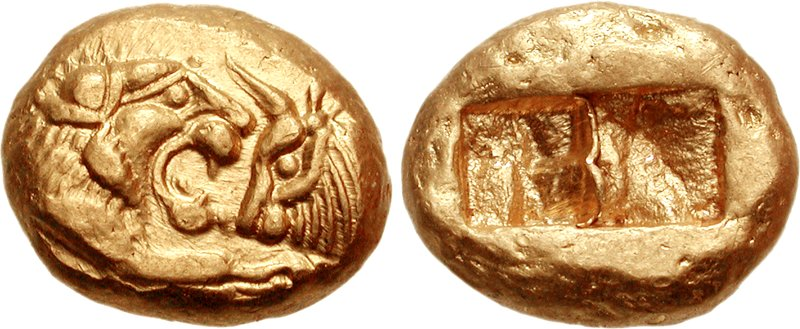
Tipo de moneda de Creso, la creseida, acuñada en Lidia, desde la época de Ciro el Grande hasa la de Darío I. Circa 545-520 a. C.

La acuñación de monedas fue desarrollada por los griegos de Asia Menor, influidos por la acuñación de Lidia en el siglo VII a. C. En los dos siglos siguientes, el uso de las monedas se extendió por toda la zona mediterránea. La conquista aqueménida de Asia Menor en el 540 a. C. no supuso un cambio inmediato en la situación: la moneda griega continuó bajo el dominio aqueménida y el propio corazón iraní hacía poco uso del dinero. Daris I introdujo nuevas monedas aqueménidas, los dáricos de oro y los siclos de plata, principalmente como sustitutos de las monedas lidias en el Asia menor. Mientras que los dáricos resultaron ser populares, los siclos no se pusieron de moda. Las ciudades griegas siguieron acuñando sus propias monedas de plata. Así, una mezcla de estas monedas griegas de plata y de los siclos aqueménidas comenzó a circular por todo el Imperio aqueménida, siendo las monedas griegas generalmente mayoritarias.

## Descubrimiento y almacenamiento del tesoro
El tesoro fue descubierto por un equipo de construcción en 1933, cuando excavaba los cimientos de una casa cerca del parque Chaman-e-Hozori, en el centro de Kabul. Según el entonces director de la Délégation Archéologique Française en Afghanistan (DAFA), el tesoro contenía unas 1000 monedas de plata y algunas joyas. 127 monedas y piezas de joyería se llevaron al Museo de Kabul y otras fueron a parar a varios museos de India británica y otros lugares. Unas dos décadas después, Daniel Schlumberger de la DAFA publicó fotografías y detalles de los hallazgos almacenados en el Museo de Kabul en un libro titulado Trésors Monétaires d'Afghanistan.
Las monedas de Chaman-e-Hozori permanecieron en el Museo de Kabul hasta 1992-1993, cuando los muyahidines que luchaban en la Guerra civil afgana saquearon el museo. Todas las monedas se perdieron (junto con otros artefactos). Unos dos años después, 14 monedas de la colección aparecieron en una colección privada de Pakistán. Osmund Bopearachchi y Aman ur Rahman publicaron sus datos en el libro Pre-Kushana Coins in Pakistan (1995).

## Descripción del tesoro
El tesoro sugiere, junto con otros hallazgos de monedas en las zonas de Afganistán y Pakistán, que las monedas griegas habían llegado a la India, al menos hasta el río Indo, mucho antes de las conquistas de Alejandro Magno.
Daniel Schlumberger publicó descripciones de 115 monedas de las que se encuentran en el Museo de Kabul. Entre ellas había 30 monedas de varias ciudades griegas, unas 33 monedas atenienses y una imitación irania de una moneda ateniense, 9 monedas reales aqueménidas de plata (siclos), 29 monedas acuñadas localmente de las que se decía que eran de un “nuevo tipo” y 14 monedas marcadas con punzón en forma de barras dobladas. Parece que las monedas griegas clásicas y aqueménidas fueron importadas de Occidente.

### Monedas de siclos aqueménidas

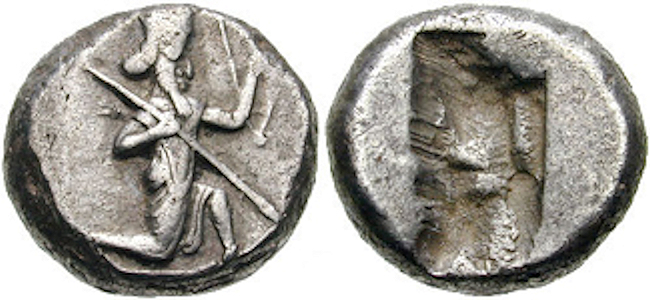
Un siclo aqueménida real, 485-470 a. C. (tipo de rey arquero). También se han encontrado monedas de este tipo en el tesoro de Bhir Mound de Taxila.

Se han encontrado varias monedas de siclos aqueménidas en el tesoro de Kabul (depósito datado hacia el 350 a. C.), y el tesoro del Bhir Mound de Taxila (depósito datado hacia el 300 a. C.), que evidentemente fueron transmitidos desde la parte occidental del Imperio aqueménida. Suelen mostrar a un rey aqueménida coronado corriendo hacia la derecha, sosteniendo un arco y una lanza (tipo del rey arquero), con un marca rectangular de punzón en el reverso.
Los diversos depósitos de monedas descubiertos en el Este del Imperio Aqueménida contienen en general muy pocos siclos, lo que sugiere que la circulación de estos era en realidad bastante pequeña en comparación con la circulación de la moneda griega (tanto de la Época arcaica como de la clásica temprana) en esa parte del Imperio.
También se encontraron monedas de este tipo en el tesoro del Bhir Mound de Taxila.

### Monedas griegas

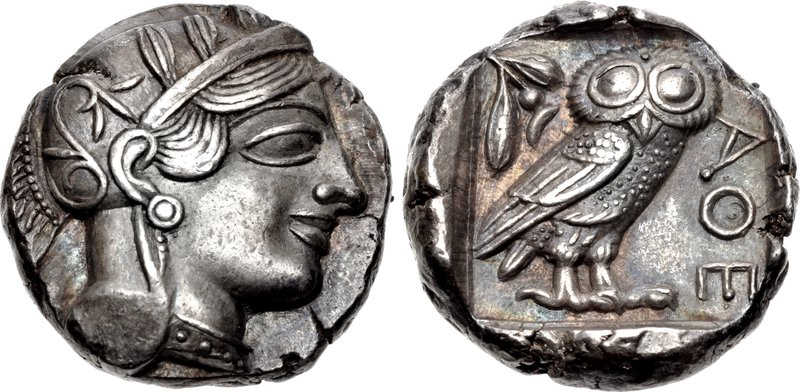
Las monedas clásicas tempranas de Atenas fueron, con mucho, el tipo de moneda más numeroso del tesoro de Kabul. Circa 454-404 a. C. “AΘE” de “Atenas” en el campo derecho del reverso.

Las monedas griegas registradas en el tesoro eran 30 monedas de varias ciudades griegas y unas 34 de Atenas con una imitación irania. En general, las monedas griegas (tanto de la Grecia arcaica como de la clásica temprana) son comparativamente muy numerosas en los depósitos de monedas aqueménidas descubiertos en el este del Imperio aqueménida, mucho más numerosas que los siclos, lo que sugiere que la circulación de la moneda griega era fundamental en el sistema monetario de esa parte del Imperio.
Tipos de monedas griegas arcaicas del tesoro de Kabul
El tesoro de Kabul contenía algunos tipos de monedas de la Grecia arcaica (acuñadas antes del 480 a. C.), entre ellas: estáteras arcaicas de Egina, Tasos y Quíos. Estas primeras monedas se fabricaban con un troquel en el anverso con un diseño ilustrativo, mientras que el reverso se formaba con simples marcas geométricas de punzón.

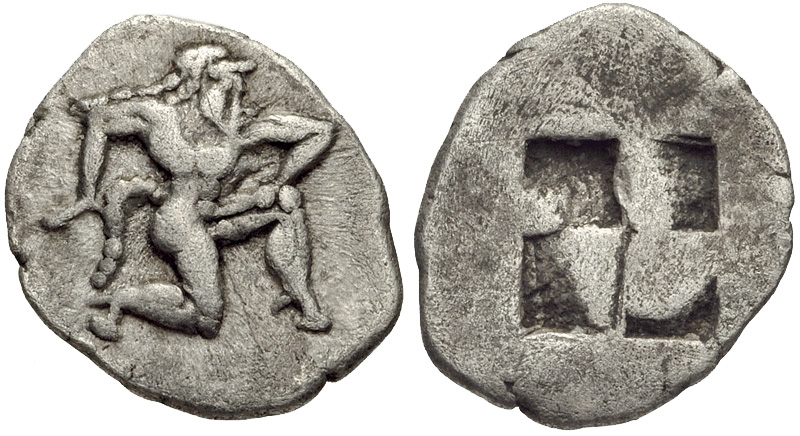
Moneda arcaica de Tasos, c. 500-463 a. C.
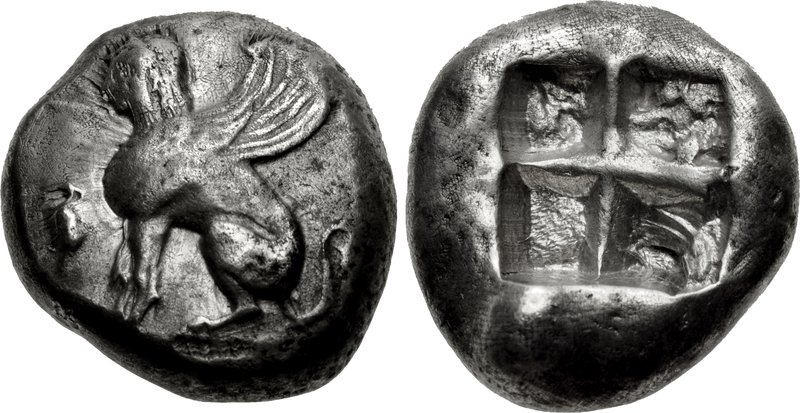
Moneda arcaica de Quíos, c. 490-435 a. C.[29] Tipos tempranos conocidos.
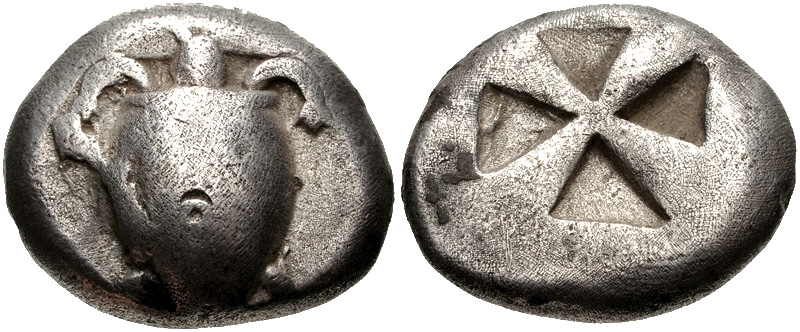
Tipo de moneda arcaica de Egina, punzón incuso "patrón de molino de viento". Circa 510-490 a. C.

Tipos de monedas griegas clásicas tempranas del tesoro de Kabul
Además, había dos tetradracmas clásicas tempranas de Acanto, así como una estátera de Córcira. También había monedas de las ciudades de Panfilia, Cilicia y Chipre. El numismático J. Kagan afirma que estas monedas debieron llegar a la zona de Kabul poco después de ser acuñadas.

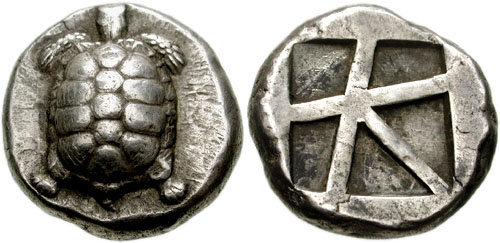
Tipo de moneda de Egina, con un patrón de inclinación incusa. C. 456/45-431 a. C.
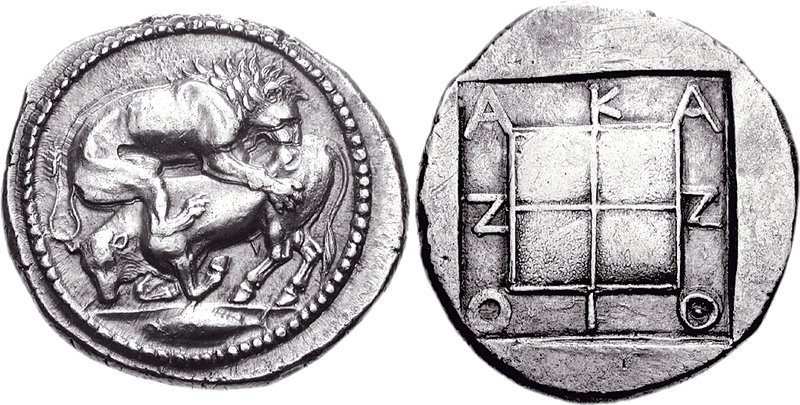
Moneda de Acanto, Macedonia. Circa 470-430 a. C.
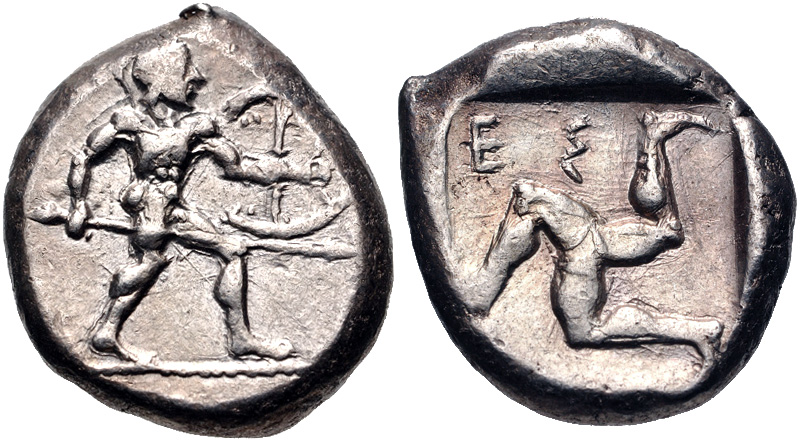
Moneda de Aspendo, Panfilia, circa 465-430 a. C.
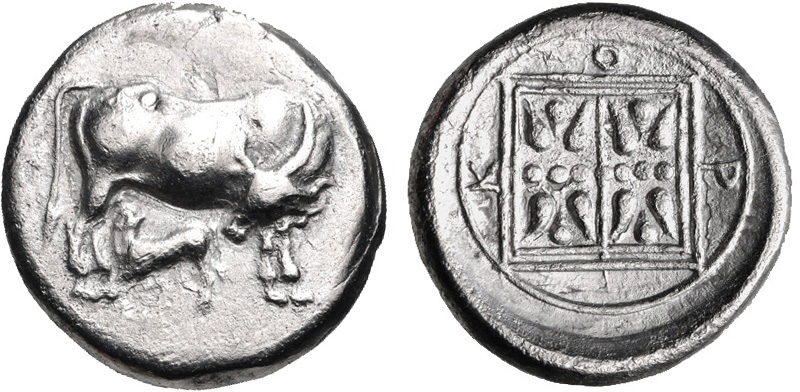
Moneda de Córcyra. Circa 350/330-290/270 a. C. (en el tesoro había emisiones similares, pero más antiguas, de la época clásica.).
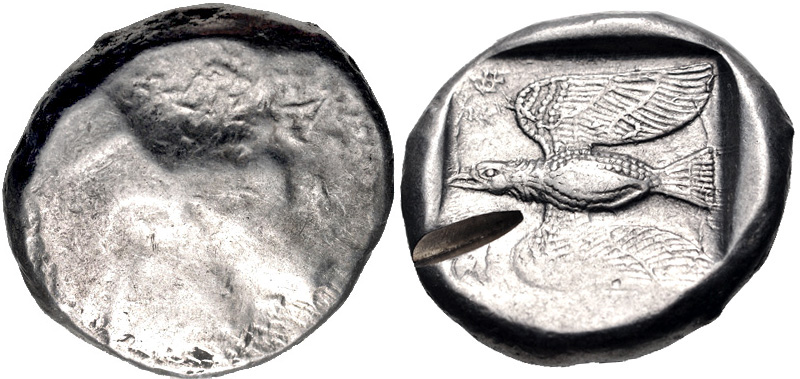
Moneda de Chipre, circa 450 a. C.

Bopearachchi y Cribb afirman que estas monedas «demuestran de forma tangible la profundidad de la penetración griega en el siglo anterior en la conquista de las satrapías aqueménidas por Alejandro Magno». Según Joe Cribb, estas primeras monedas griegas fueron el origen de las monedas indias marcadas con punzón, las primeras monedas desarrolladas en India, que utilizaron una tecnología de acuñación derivada de la acuñación griega.

### Monedas redondas marcadas con punzón

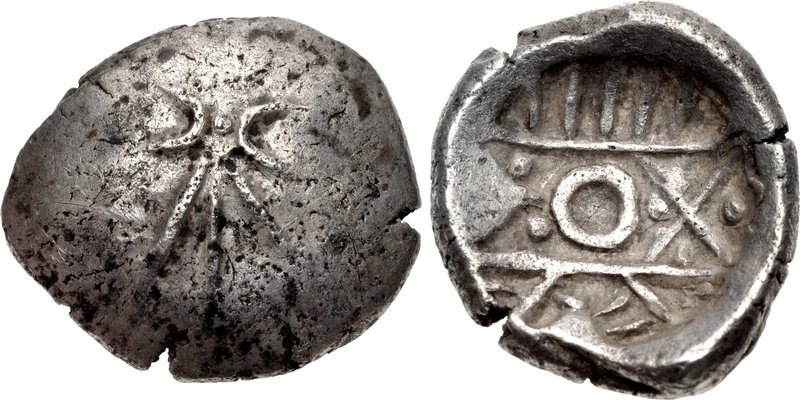
Moneda con marca de punzón acuñada en el valle de Kabul bajo la administración aqueménida. Circa 500-380 a. C., o c. 350 a. C.

Se ha demostrado que las monedas redondas marcadas con punzón preceden cronológicamente a las «barras dobladas», también acuñadas bajo el dominio aqueménida desde Bactria hasta el Punjab. La práctica de utilizar lingotes de plata sin marcar como moneda se conoce en la meseta iraní y parece haber sido corriente en Asia Central bajo el Imperio aqueménida. Se cree que las barras dobladas derivan de esa práctica, representando «un matrimonio entre la moneda griega y la irania».
Las cortas “barras con marcas de punzón” (28x15mm) descubiertas en Chaman Hazouri se atribuyen a los paropamisades por Bopearachchi. Su diseño utiliza dos símbolos circulares perforados en cada extremo de una cara de la barra. Estas barras dobladas recuerdan claramente a los tipos indios punzonados posteriores, que utilizan varios de los diseños de estas monedas “de nuevo cuño”. Las “barras largas” con marcas de punzón (42x10mm), de las que no se encontró ninguna en el tesoro de Kabul, se atribuyen a la zona de Gandhara, así como en el tesoro de Bhir Mound en Taxila.

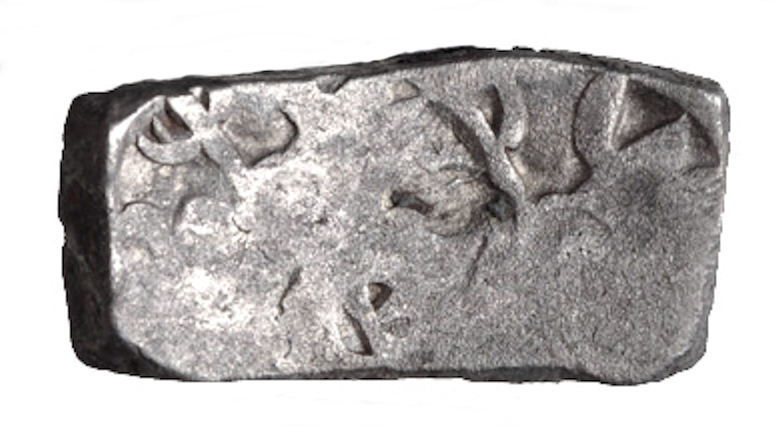
Otro ejemplo de una “barra corta” con marca de punzón acuñada bajo la administración aqueménida.
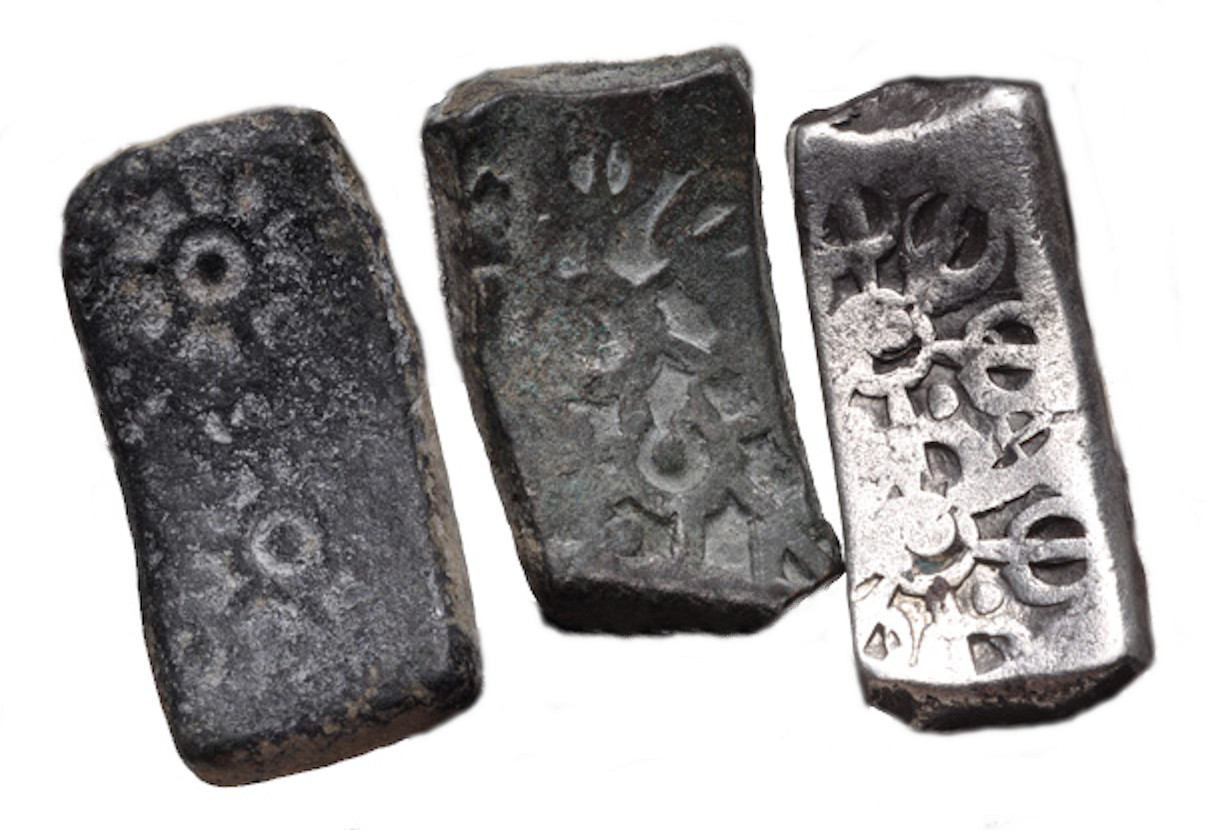
Barras cortas dobladas con punzón, del tipo atribuido a los paropamisades bajo los aqueménidas.
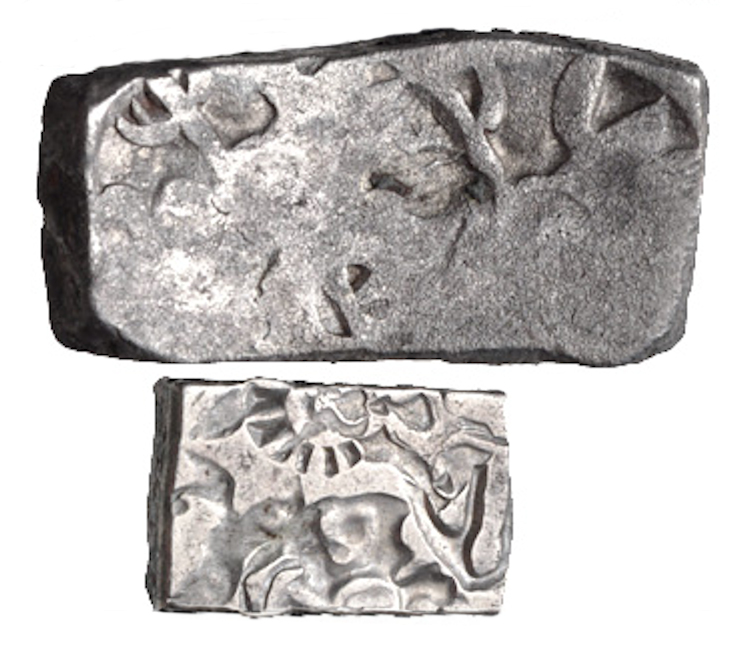
Comparación entre barras paropamisades dobladas  cortas marcadas con punzón, y una karshapana maurya marcada con punzón.
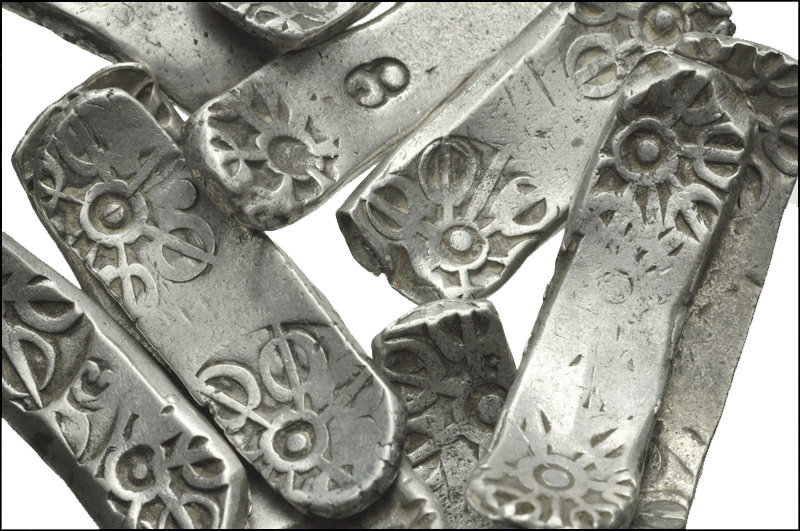
Las barras encontradas en Taxila generalmente utilizan los mismos motivos pero son alargadas.

Desarrollo de las monedas indias marcadas con punzón

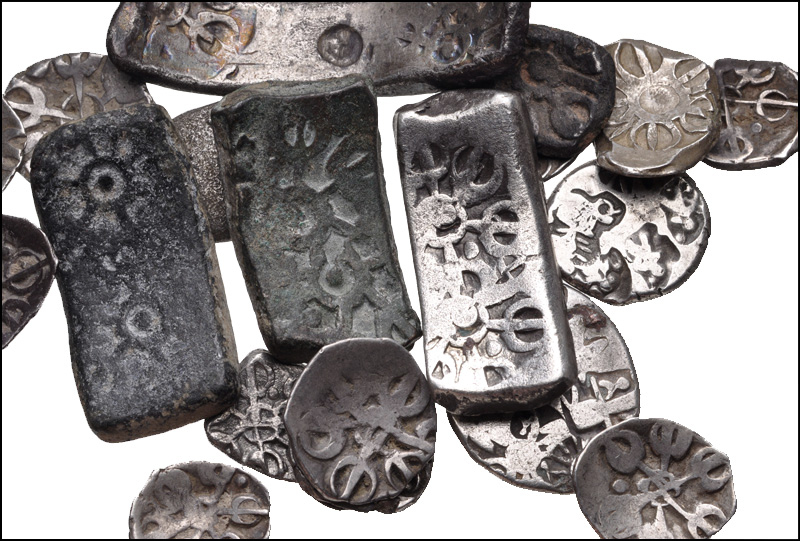
Mezcla de barras cortas de los paropamisades marcadas con punzón, una larga de Taxila, monedas redondas de Gandhara y monedas redondas mauryas de Gandhara marcadas con punzón.

Según Joe Cribb, las primeras monedas marcadas con punzó se encuentran en el noroeste del continente, y sus diseños sencillos se adoptaron después en las llanuras del Ganges, antes de que los diseños evolucionaran allí hacia el uso de punzones más numerosos en cada moneda. Esto se demuestra también por el hecho de que en las llanuras del Ganges no se conocen diseños de monedas anteriores a sus barras simples marcadas con punzón, mientras que las barras marcadas con punzón de Kabul/Gandhara fueron precedidas allí por las monedas redondas marcadas con símbolos, acuñadas bajo los aqueménidas.
También Daniel Schlumberger considera probable que las barras perforadas, similares a las numerosas barras perforadas encontradas en el noroeste de la India, se originaran inicialmente en el Imperio aqueménida, y no en el corazón de la India:

Las barras marcadas con punzón se consideraban hasta ahora indias (...) Sin embargo el patrón de peso es considerado por algún experto como persa, y ahora que las vemos también descubiertas en el suelo de Afganistán, debemos tener en cuenta la posibilidad de que su país de origen no haya que buscarlo más allá del Indo, sino en las provincias orientales del Imperio aqueménida"
Daniel Schlumberger, citado en Trésors Monétaires, p. 42.

## Impacto en la datación de las monedas indias marcadas con punzón

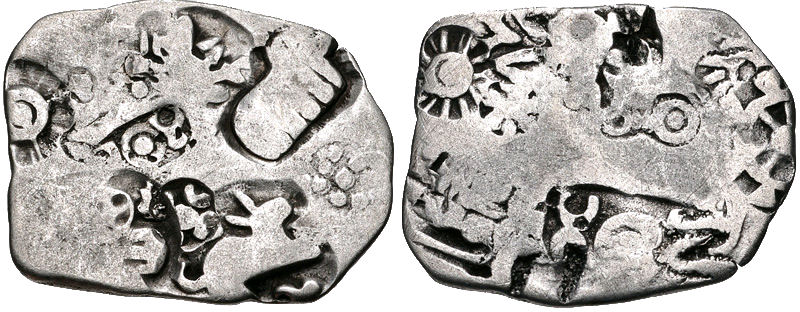
Las monedas con punzones de las llanuras del Ganges probablemente derivaron de los primeros diseños con punzones aqueménidas encontrados en el tesoro de Chaman Hazouri.

No se sabe con certeza cuándo comenzó la acuñación de monedas marcadas con punzón en India, con propuestas que van desde el año 1000 a. C. hasta el 500 a. C. Sin embargo, el estudio de la cronología relativa de estas monedas ha logrado establecer que las primeras monedas marcadas con punzón sólo tenían inicialmente uno o dos punzones, y que el número de punzones aumentó con el tiempo.
Según Joe Cribb, el estudio del tesoro de Chaman Hazouri sugiere que las monedas indias marcadas con punzón solo pueden remontarse a mediados del siglo IV a. C. o ligeramente antes, y que en realidad comenzaron con las monedas marcadas con punzón de los aqueménidas en la zona de Kabul/Gandhara. Esta fecha coincide con varias obras literarias que mencionan el uso de la moneda en India. Este primer diseño se adoptó luego en las llanuras del Ganges para evolucionar hacia las monedas con marcas múltiples de punzón.
Otro hallazgo se produjo en Kaushambi, donde se encontraron falsificaciones chapadas en plata que imitaban los primeros tipos de monedas y barras marcadas con punzón de Chaman Hazouri en el Imperio Maurya asociados a los pilares de Ashoka que se encuentran allí. Esto es otro indicio de que las primeras monedas marcadas con punzón solo se remontan a mediados del siglo IV a. C., y que seguían siendo la moneda estándar de referencia en la época de los inicios del Imperio Maurya (mediados del siglo III a. C.).
Sin embargo, la historiadora Romila Thapar ha afirmado que las monedas marcadas con punzón estaban en circulación antes del gobierno Maurya y la opinión general se adhiere al siglo VI a. C. como fecha de su introducción.

## Hallazgos conectados
En 2007 se descubrió un pequeño tesoro de monedas en el emplazamiento de la antigua Pushkalavati (el tesoro de Shaikhan Dehri) en Pakistán. El tesoro contenía un tetradracma acuñado en Atenas hacia 500/490-485/480 a. C., junto con varios tipos locales y lingotes de plata fundida. La moneda de Atenas es el primer ejemplo conocido de su tipo que se ha encontrado en el este.

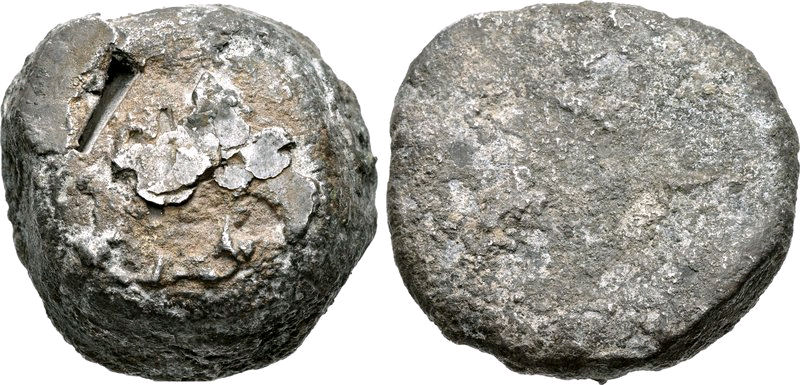
Lingote de plata del periodo aqueménida, Pushkalavati, Gandhara.
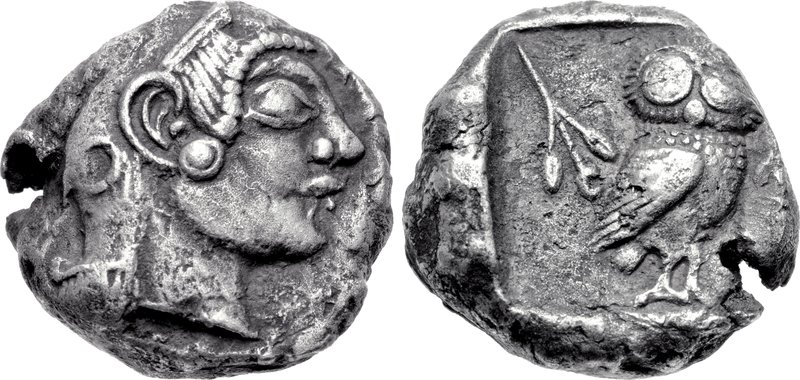
Moneda de Atenas (circa 500/490-485 a.C.) descubierta en Pushkalavati. Esta moneda es el ejemplo más antiguo conocido de su tipo que se ha encontrado hasta el este.